# Sauvagesia ribeiroi
Sauvagesia ribeiroi là một loài thực vật có hoa trong họ Ochnaceae. Loài này được Harley & Giul. mô tả khoa học đầu tiên năm 2005.